# 陶紹緒
陶紹緒（？—？）字赞臣，四川省安岳县人，清朝进士、官员。

## 生平
道光三十年（1850年），陶绍绪考中庚戌科二甲第五十名进士。历任山东省高密县等县知县，后升任临清直隶州知州、署济南府知府。陶家由此转入政坛。

## 家庭
- 子：陶先益，民国初年曾任安徽省凤阳县县长[1]。
- 孙：陶幼云，哥老会大哥，曾任救济院副院长、参议会议长等职[1]。
- 曾孙：陶元珍，历史学家[1]。
- 曾孙：陶元甘，历史学家[1]。